# Dabar (natjecanje)
Dabar (litavski: Bebras) godišnje je natjecanje u informatici za učenike osnovne i srednje škole diljem svijeta. Sa 87 država članica i više od 2,5 milijuna učenika-natjecatelja, to je najmasovnije informatičko natjecanje u svijetu. Hrvatska je uključena u Dabar od 2016. godine.

## Format
Svako natjecanje održano je putem ispita. Ispit traje 45 minuta, a sastoji se od 15 zadataka s više ponuđenih odgovora. Zadatci su podijeljeni u 3 skupine (lagana, umjerena i teška), svaka s 5 zadataka. U većini država, natjecanje se održava putem mrežne stranice, gdje se automatski broje bodovi svakog sudionika. Zadaci u natjecanju osmišljaju se na godišnjem međunarodnom sastanku predstavnika svih država članica.

## Povijest
Natjecanje je osnovalo Sveučilište u Vilniusu, a prvi je puta bilo održano 2004. godine u Litvi. Natjecanje je bilo predmet istraživanja i niza radova.
Godine 2015. organizacija koja vodi natjecanje dobila je nagradu Informatics Europea za najbolju praksu u obrazovanju, koju je sponzorirao Microsoft. Godine 2019. Google je dao milijun dolara indonezijskom ogranku organizacije kao podršku za natjecanje i bolju obuku učitelja u području računalstva.
Godine 2022. sudjelovalo je 2,5 milijuna učenika diljem svijeta.

## U Hrvatskoj
Dabar u Hrvatskoj održavaju udruga Suradnici u učenju, uz podršku Hrvatskog saveza informatičara, Visokog učilišta Algebra i CARNET-a, pod pokroviteljstvom Ministarstva znanosti i obrazovanja.